# Jandaia do Sul (kommun)
Jandaia do Sul är en kommun i Brasilien.   Den ligger i delstaten Paraná, i den södra delen av landet, 1 000 km söder om huvudstaden Brasília. Antalet invånare är 20 283.
Följande samhällen finns i Jandaia do Sul:
- Jandaia do Sul

Omgivningarna runt Jandaia do Sul är en mosaik av jordbruksmark och naturlig växtlighet. Runt Jandaia do Sul är det ganska tätbefolkat, med 111 invånare per kvadratkilometer.